# Clémentine
Clémentine är en fransk animerad TV-serie skapad av Bruno-René Huchez från 1985. Serien gick i två säsonger med totalt 39 avsnitt.
TV-serien utspelade sig i 1920-talets Frankrike och handlade om en rullstolsburen 10-årig flicka vid namn Clémentine.
Denna serie bör inte förväxlas med den brittiska franskspråkiga TV-serien Clementine.